# Smyrnieae
Smyrnieae je tribus štitarki. Sastoji se od 7 rodova čije su vrste rasprostranjene po Euroaziji, Africi.  Najvažniji rod je lesandra
Tribus je opisan 1820.

## Rodovi
1. Lecokia DC. (1 sp.)
2. Smyrnium L. (5 spp.)
3. Ligusticum L. (1 sp.)
4. Coristospermum Bertol. (2 spp.)
5. Katapsuxis Raf. (1 sp.)
6. Ligusticum L. s. lat. (20 spp.)
7. Cynapium Nutt. ex Torr. & A. Gray (1 sp.)
8. Tamamschjania Pimenov & Kljuykov (1 sp.)